# Списак мировних мисија Уједињених нација
Ово је списак мировних мисија УН од када су Уједињене нације основане 1945. године, организоване по регионима, са датумима распоређивања, називом повезаног конфликта и називом операције УН-а.
Чување мира, како је дефинисано од стране Уједињених нација, је начин да се помогне земљама растрганим конфликтом да створе услове за одрживи мир. Мировне снаге УН-а - војници и војни официри, полицајци и цивилно особље из многих земаља прате и посматрају мировне процесе који се јављају у постконфликтним ситуацијама и помажу бившим борцима у спровођењу мировних споразума које су потписали. Таква помоћ долази у многим облицима, укључујући мере за изградњу поверења, аранжмане поделе власти, подршку на изборима, јачање владавине права и економски и социјални развој.
Повеља Уједињених нација даје Савету безбедности моћ и одговорност да предузме колективне акције за одржавање међународног мира и безбедности. Из тог разлога, међународна заједница обично тражи од Већа сигурности да одобри мировне операције. Већина ових операција је успостављена и спроведена од стране Уједињених нација, а трупе које служе под оперативном командом УН-а. У другим случајевима, када се директно учешће УН-а не сматра прикладним или изводљивим, Веће овлашћује регионалне организације као што је Организација Северноатлантског уговора, Економска заједница западноафричких држава или коалиције вољних земаља за спровођење одређених функција за очување мира или одржање мира. У модерним временима, мировне операције су се развиле у много различитих функција, укључујући дипломатске односе са другим земљама, међународне органе правде (као што је Међународни кривични суд), и уклањање проблема као што су нагазне мине које могу довести до нових инцидената борбе.

## ЗАВРШЕНЕ МИСИЈЕ

### АФРИКА
1. Операција Уједињених нација у Конгу – ONUC
2. Верификациона мисија Уједињених нација Ангола 1 – UNAVEM I
3. Група Уједињених нација за помоћ у транзицији – UNTAG
4. Верификациона мисија Уједињених нација Ангола 2 – UNAVEM II
5. Операција Уједињених нација у Мозамбику – ONUMOZ
6. Операција Уједињених нација у Сомалији 1 – UNOSOM I
7. Мисија Уједињених нација за посматрање у Либерији – UNOMIL
8. Посматрачка мисија Уједињених нација Уганда – Руанда – UNOMUR
9. Мисија помоћи Уједињених нација за Руанду – UNAMIR
10. Операција Уједињених нација у Сомалији 2 – UNOSOM II
11. Уједињени народи Auzou Strip истраживачке групе - UNASOG
12. Верификациона мисија Уједињених нација Ангола 3 – UNAVEM III
13. Посматрачка мисија Уједињених нација у Анголи – MONUA
14. Посматрачка мисија Уједињених нација у Сијера Леонеу – UNOMSIL
15. Мисија Уједињених нација у Централноафричкој Републици – MINURCA
16. Мисија Уједињених нација у Сијера Леонеу - UNAMSIL
17. Мисија Уједињених нација у Етиопији и Еритреји – UNMEE
18. Операција Уједињених нација у Бурундију – UNUB
19. Мисија Уједињених нација за стабилизацију у Демократској Републици Конго – MONUC
20. Мисија Уједињених нација у Централноафричкој Републици и Чад – MINURCAT
21. Мисија Уједињених нација у Судану – UNMIS
22. Операција Уједињених нација у Обали Слоноваче – UNOCI
23. Мисија Уједињених нација у Либерији – UNMIL

### АМЕРИКА
1. Мисија Представника Генералног секретара у Доминиканској Републици – DOMREP
2. Група за посматрање Уједињених нација у Централној Америци– ONUCA
3. Група посматрача Уједињених нација у Ел Салвадору – ONUSAL
4. Мисија Уједињених нација на Хаитију – UNMIH
5. Мисија Уједињених нација за подршку на Хаитију – UNSMIH
6. Верификациона мисија Уједињених нација у Гватемали – MINUGUA
7. Транзициона мисија Уједињених нација на Хаитију – UNTMIH
8. Мисија цивилне полиције Уједињених нација на Хаитију – MIPONUH
9. Генерална скупштина Уједињених нација Међународна мисија цивилне подршке на Хаитију – MICAH
10. Мисија Уједињених нација за стабилизацију на Хаитију – MINUSTAH

### АЗИЈА
1. Мисија Уједињених нација Индија-Пакистан за посматрање – UNIPOM
2. Мисија добрих канцеларија Уједињених нација у Авганистану и Пакистану – UNGOMAP
3. Унапређена мисија Уједињених нација у Камбоџи – UNAMIC
4. Прелазна власт Уједињених нација у Камбоџи – UNTA
5. Мисија посматрача Уједињених нација у Таџикистану – UNMOT
6. Мисија Уједињених нација у Источном Тимору – UNAMET
7. Прелазна управа Уједињених нација у Источном Тимору – UNTAET
8. Мисија Уједињених нација за подршку у Источном Тимору – UNMISET
9. Интегрисана мисија Уједињених нација у Тимор-Лесте – UNMIT

### ЕВРОПА
1. Заштитне снаге Уједињених нација – UNPROFOR
2. Мисија Уједињених нација за посматрање у Грузији – UNOMIG
3. Операција обнове поверења Уједињених нација – UNCRO
4. Мисија Уједињених нација у Босни и Херцеговини – UNMIBH
5. Превентивне снаге Уједињених нација – UNPREDEP
6. Прелазна власт Уједињених нација у источној Славонији, Барањи и западном Сирмијуму – UNTAES
7. Мисија посматрача Уједињених нација на Превлаци – UNMOP
8. Група за подршку цивилне полиције Уједињених нација – UNPSG

### СРЕДЊИ ИСТОК
1. Прве снаге за хитне случајеве Уједињених нација – UNEF I
2. Група за посматрање Уједињених нација у Либану – UNOGIL
3. Мисија Уједињених нација за посматрање Јемена – UNYOM
4. Друга снага за ванредне ситуације Уједињених нација – UNEF II
5. УН-ова војно-посматрачка група Иран-Ирак – UNIMOG
6. Мисија Уједињених нација за Ирак-Кувајт – UNIKOM
7. Мисија Уједињених нација за надзор у Сирији – UNSMIS